# Neofiber alleni
Neofiber alleni é uma espécie de roedor da família Cricetidae. É a única espécie do género Neofiber.
Apenas pode ser encontrada nos Estados Unidos da América.
Os seus habitats naturais são: pântanos.
Está ameaçada por perda de habitat.